# Főzés
A főzés olyan konyhatechnológiai hőközlési művelet, melynek során az előkészített élelmiszer-alapanyagot valamilyen edényben folyadékban (víz, tej, csontlé, húslé, bor stb.) vagy gőzben forráspontig hevített folyadékban, hosszan tartó hő hatásának tesszük ki, ami a nyersanyagok puhulását eredményezi. A Harvard Egyetem kutatói szerint a főzés mintegy félmillió évvel ezelőtt vált elterjedtté az ételek elkészítésénél.
A főzést kezdhető hideg folyadékban, ha az alapanyagban lévő ízanyagok, vitaminok és ásványi anyagok minél jobb kioldása (pl. húsleves, erőleves), illetve a kemény, durva rostozatú nyersanyag felpuhítása (pl. füstölt sonka, száraz hüvelyesek) a cél. Forrásban lévő folyadékban akkor célszerű kezdeni, ha fontos, hogy az íz- és tápanyagok ne oldódjanak ki, illetve megőrizzék jellemző állományukat (pl. tészták főzése).

## Főzési eljárások

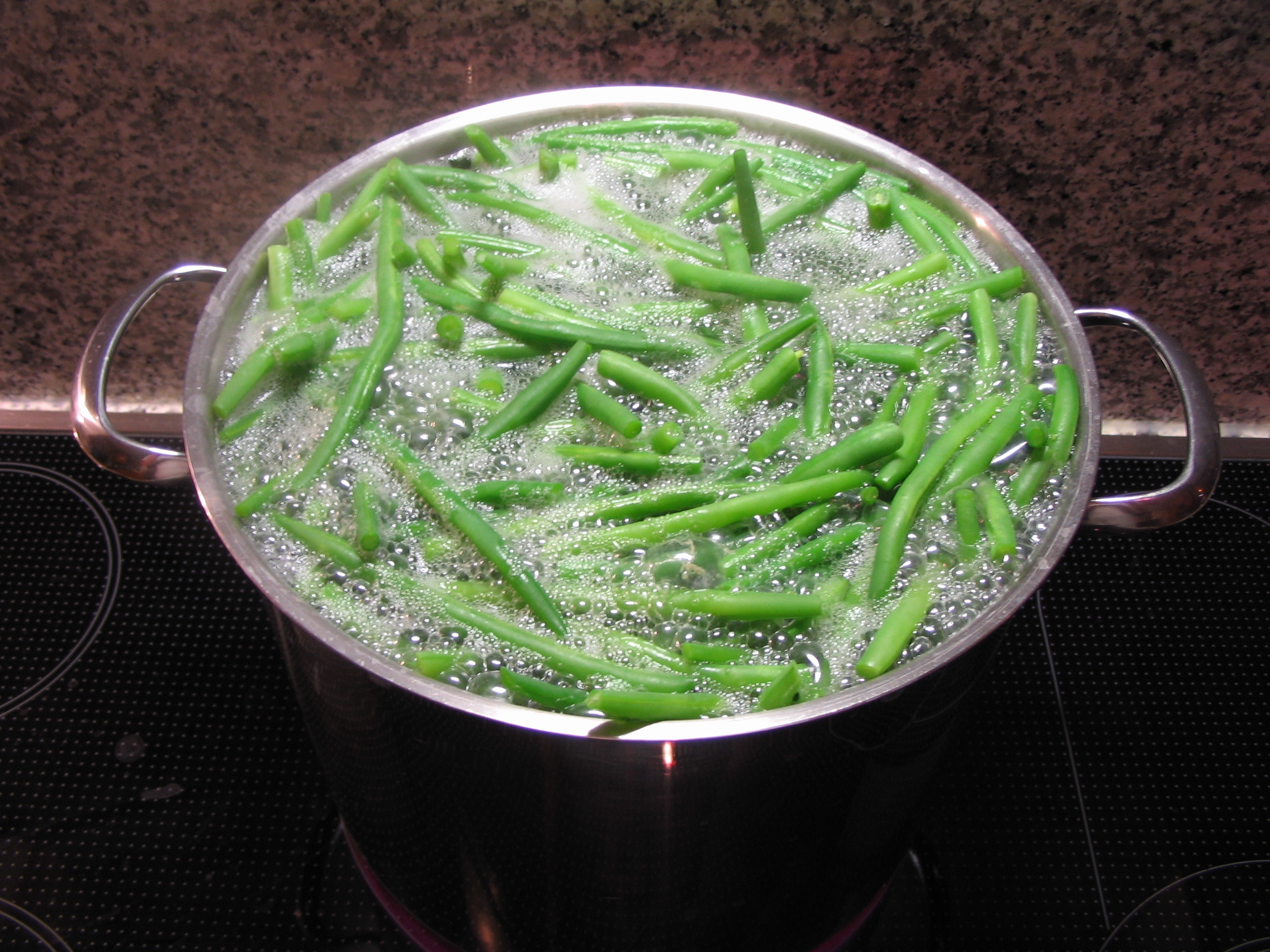
Zöldbab blansírozása

### Előfőzés vagy blansírozás[2]
Általában zöldségeknél alkalmazott konyhatechnikai eljárás, rövid ideig (1-3 percig) tartó hőkezelés. A szó francia eredetű (blanchir), jelentése: tisztáz, tisztít. Blansírozás után – a főzéssel szemben – a zöldségek ropogósak maradnak, erőteljes színüket megőrzik, csökkenthető a C-vitaminvesztés, a zöldségek és gyümölcsök héja könnyen eltávolítható. Fagyasztás előtt is szokás. Fontos tudni, hogy bár a blansírozás megöl néhány mikroorganizmust, de a nagy részüket nem irtja ki. A megtisztított nyers zöldséget – babot, zöldborsót, padlizsánt, paradicsomot – szűrőkanálban 1-3 percre forró vízbe helyezzük, majd kiemeljük és hirtelen jéghideg vízzel lehűtjük. A hirtelen lehűtés a további puhulás megakadályozását szolgálja. Gőzben is lehet blansírozni – például spenótot. Ekkor csak a forró víz fölé helyezzük a növényi alapanyagot, majd befedjük az edényt. Ez azért fontos, mert ezzel a módszerrel kisebb lesz a zöldségek vitaminvesztesége.
Célja az alapanyag nemkívánatos részének eltávolítása 
- héj eltávolítása (pl. mandula, paradicsom vagy barack),
- ízének, szagának, illóolaj-tartalmának csökkentése (pl. vese, paraj, uborka), csíramentesítése (pl. cukorborsó, zöldbab), vagy
-  további műveletek előkészítése (pl. Rántott karfiol, rakott kel).
- Valamint az, hogy elejét vegyük valamely alapanyag romlásának, s megakadályozzuk a további feldolgozás (vagy tárolás) alatti íz-, illetve színváltozását (ez utóbbi esetben hideg vagy jeges vízzel való hűtést (sokkolást) is alkalmazzuk).

### Alaplékészítés
Az alapkészítmény, ahogy a francia konyhanyelv nevezi: fond, a csont, bőr, inak és zöldségek felhasználásával készül. Többféle (szárnyas, hal, borjú) alaplét készítenek, annak felhasználása szerint. A borjúalaplé a legselymesebb, legsokoldalúbban felhasználható. A borjú csontjában lévő zselatin jobban kioldódik, mint az öregebb állatok, vagy a marhacsont esetében. Az erre a célra megfelelő hús és csont kiválasztásánál a borjúszegy a legértékesebb, a húshoz kapcsolódó inak, csontok is kiváló alapléanyagok. A borjúból készült alaplé semleges ízhatású, illeszkedik mindenfajta mártáshoz és leveshez.

### Tésztafőzés
A száraztésztát mindig bő, lobogó, sós vízben kezdjük főzni. A tészta fajtájától függően 5-10 percig főzzük, kóstolással ellenőrizhetjük, hogy mennyire főtt meg a tészta. Ha kellően megfőtt (al dente) a tésztát a mártáshoz adjuk, vagy egy tágas edényben kevés zsiradékkal (olaj, vaj, margarin) összeforgatjuk.
Egyes tésztáknál más módszereket használunk:
- például a túrós csuszánál – a már megfőtt (lebbencs-, tört-, vagy kockatésztára), zsiradékkal kevert forró tejfölt öntünk, apróra vágott pirított szalonnával tálaljuk.)

- vagy a tarkababfőzeléknél – itt a zsiradékban nagyon vékony kenyérdarabokat pirítunk és a lecsöpögtetett, kifőtt kockatésztát ráöntjük. Még néhányszor átkeverjük, amíg a tésztán maradt víz elpárolog, de nem sütjük tovább.

### Beforralás (redukálás)
Azt az eljárást nevezzük így, amikor a levest, mártást vagy egyéb ételt addig forralunk, amíg el nem éri a kívánt sűrűséget. Így készülnek a fűszerpárlatok is. A beforralást fedő alatt, mérsékelt és egyenletes tűzön, fokozott figyelemmel végezzük, mert könnyen leéghet az étel.

### Gőzben főzés
A főzés speciális változata, amikor az előkészített alapanyag nem vízben, hanem vízgőzben puhul meg. Előnye hogy a gőz tápanyag- és vízkioldó hatása kisebb, mint a folyadéké. Gőzben főzésre alkalmas a perforált betéttel ellátott kuktafazék és a speciális összeállítású gőzölőedény, amelynek lényege a perforált rész és a fedő. Gőzben úgy főzünk, hogy az edény aljára vizet öntünk, a beleillő rácsra vagy lyukas betétre tesszük a főznivalót úgy, hogy a víz ne érje, és födővel letakarva forraljuk. A keletkező gőz puhítja meg az ételt. A gőzben főzés előnye, hogy így az alapanyagból a tápanyagok nem oldódnak ki, az étel íze és zamata jobban megmarad.

#### Kigőzölés
Pudingok, felfújtak készülnek ezzel a módszerrel, vagyis a pudingformát vízzel telt edénybe helyezzük, és azt zárt térben (pl. sütőben) hevítjük.

### Párolás
A sütés és a főzés előnyös tulajdonságait egyesítő, hőkezelési módszer, konyhatechnológiai művelet (az anyagot nem főzik fel).
A nyersanyagot először kevés fölmelegített zsiradékban vagy anélkül átfuttatjuk (sütés), majd kevés folyadékot aláöntve – esetleg saját levében (pl. gomba) – fedő alatt főzzük. A párolás során mindkét művelet a legelőnyösebb módon vesz részt a folyamatban. A forró zsiradék hatására az alapanyag felületén ízes pörzsanyag keletkezik, ezért lesz ízletesebb a párolással készülő étel. A hozzáadott folyadék miatt pedig puhább, mintha csak sütöttük volna. Nagyobb darab húsokat, vagy halat célszerű sütőben, esetleg római tálban, (fedő alatt párolni – így kisebb a veszélye annak, hogy leég.
Megkülönböztetünk egyszerű párolást, amikor az átfuttatott húst vagy zöldségfélét kevés vízzel felöntve csak konyhasóval ízesítjük. Az aromás párolás esetében többféle fűszerrel (vöröshagyma, petrezselyem zöldje, majoránna, bazsalikom stb.) és zöldséggel pároljuk együtt az alapanyagot. Ez utóbbi változat igen jellemző a magyar konyhára; így készül pl. egy pörkölt, gombás szelet, egy zöldséges ragu vagy lecsós szelet stb. Spenót és zöldborsó párolásánál (főzésénél) segít az élénk zöld színt megőrizni, ha egy csipet szódabikarbónát adunk a léhez.

#### Mártásban párolás
A mártásokban párolt füstölt sonkát, húst előbb a szokásos módon előfőzzük, amíg 2/3 részben megpuhul. Ekkor áttesszük a mártásba, s azzal pároljuk készre.

### Vízfürdő
(Bain-marie) Egy vízzel nem teljesen feltöltött edény, amelyet krémek és tészták melegen történő felverésére és melegen tartására használnak. Olyan ételek melegen tartására szolgál, amelyeket újra forralni minőségromlás nélkül nem lehet (pl. krémlevesek, mártások). Elsősorban az étel túlmelegedésétől, leégésétől véd a vízfürdő alkalmazása. Ilyenkor az edényünket egy nagyobb lábasban állítjuk a tűzhelyre, és annyi vizet öntünk alá, hogy az még a forraláskor se folyjon bele az ételbe.

## Speciális főzőedények

### Bográcsban főzés
A főzőedények közül az egyik legrégibb eszközünk a bogrács, már a vándorló törzsek is használták. Manapság leginkább rozsdamentes acélból készült és zománcozott bográcsok kaphatók. Egytálételeket készítünk parázs fölé lógatott (edényben) bográcsban. A jellegzetes ízt a pörzsanyag adja (pl. gulyásleves, slambuc, pörkölt, halászlé stb.).